# Alma de Vries
Alma de Vries (1953) is een Nederlands voormalig programmamaker.

## Loopbaan
De Vries kwam in 1975 in dienst bij de Evangelische Omroep. In 1978 en 1979 presenteerde ze met Jan van den Bosch en Henk Binnendijk het televisieprogramma Windkracht 16. In 1979 startte het jongerenprogramma Ronduit-tv, dat ze samen met Van den Bosch en Binnendijk presenteerde. In datzelfde jaar was ze co-presentator van de EO-Jongerendag in de Brabanthallen 's-Hertogenbosch.
De Vries verdween begin jaren tachtig van de televisie, maar werkte achter de schermen in de productie of redactie van programma's als de EO Kinderkrant, D'r kan nog meer bij, Jores in de sores en Mir@kel. Ze regisseerde Vrouw zijn (1984-1986), de korte tv-film De Verhuizing (1985) en Omega Code (2007-2008). Tot 2010 werkte ze als cameravrouw bij Blauw Bloed. Hierna maakte ze bij de commerciële tv-zender Family7 de reportageserie Holy Hitchhikers waarin ze met Melissa Hofland en Lise van der Eijk de Israëlische weg opging, op zoek naar Joodse lifters.